# Babuk, Silistra
Babuk (în bulgară Бабук, în română Babuc) este un sat în comuna Silistra, regiunea Silistra, Dobrogea de Sud, Bulgaria. 
Între anii 1913-1940 a făcut parte din plasa Silistra a județului Durostor, România.

## Demografie
Componența etnică a satului Babuk
     Bulgari (71,59%)
     Romi (25%)
     Nicio identificare (3,4%)
     Altele (0%)
La recensământul din 2011, populația satului Babuk era de 528 locuitori. Din punct de vedere etnic, majoritatea locuitorilor (71,59%) erau bulgari, cu o minoritate de romi (25,0%). Pentru 3,4% din locuitori nu este cunoscută apartenența etnică.